# Саламін (місто-держава)

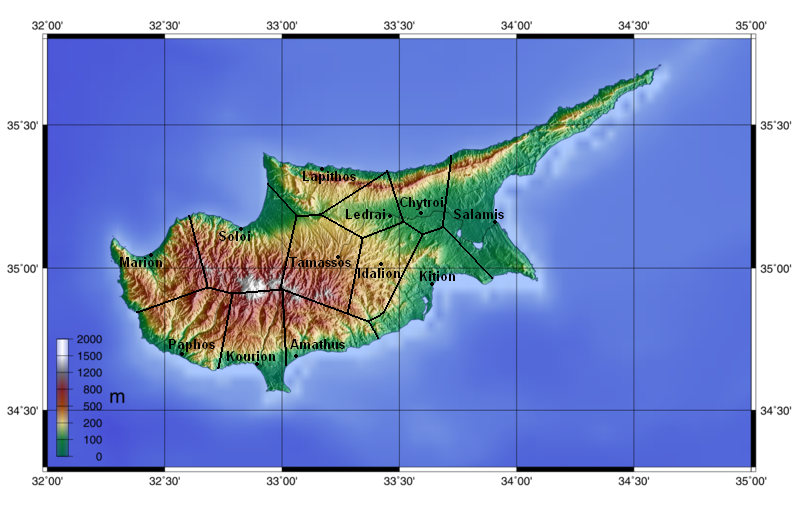
Мапа міст-держав стародавнього Кіпру

35°11′00″ пн. ш. 33°54′00″ сх. д. / 35.18333° пн. ш. 33.90000° сх. д.
Саламін (дав.-гр. Σαλαμίς) — стародавнє давньогрецьке портове місто, яке знаходиться на східному узбережжі острова Кіпр. Місто згадується в записах на табличках царя Ассирії Асархаддона в 673/2 році до нашої ери, як одне з десяти міст-держав античного Кіпру.

## Історія
- Тевкр (1200 до н. е.-?)
- Деметрій
- Саламіс
- Кісу (668 до н. е.-?)
- Евелтон (560—530(525?) до н. е.)
- Херсіс (Сіром?) (550 до н. е.-?)
- Горг I (510—499 до н. е.) вперше
- Онесіл (499—498 до н. е.)
- Горг I (498—480 до н. е.) вдруге
- Філаон (480-465 до н. е.)
- Нікодем (465—450 до н. е.)
- Лахарід (450—430 до н. е.)
- Евант (430—415 до н. е.)
- Абдемон (415—411 до н. е.)
- Евагор I (411—374 до н. е.)
- Нікокл I (374—361 до н. е.)
- Евагор II (361—351 до н. е.)
- Пнітагор II (351—331 до н. е.)
- Нікокреон (331—310 до н. е.)
- Менелай (310—306 до н. е.)

### Рання історія
Виникнення поселення дослідники відносять до XI ст. до н. е. Саме цим періодом датуються найдавніші археологічні знахідки на цьому місці. 
Однією з версій є заснування міста племенами з Анатолії та ахейцями з Греції під час міграції в кінці бронзового віку. 
Ще одна версія передбачає, що Саламін заснували місцеві жителі, греки, вихідці з міста Енгомі, що був неподалік. Після землетрусу, що стався близько 1050 р. до н. е., його мешканці були вимушені полишити своє місто. У деяких джерелах згадується про втрату Енгомі доступу до моря. Імовірно, що переселення містян на нове місце й дало початок Саламіну.
Також існує легенда про заснування Саламіна Тевкром, у давньогрецькій міфології - сином Теламона, царя острова Саламін, та Гесіони. 
Тевкр брав участь у Троянській війні разом із своїм братом Еантом (також відомим як Аякс Теламонід та Аякс Великий). Коли Тевкр повернувся додому, то батько звинуватив його, що він не врятував брата від смерті або ж, принаймні, не помстився за нього. Тевкр намагався довести свою невинуватість, але врешті решт був вигнаний батьком і, разом із своїми товаришами, полишив батьківщину.
За вказівкою Аполона оселився на Кіпрі, де заснував другий Саламін на землі, що була йому надана сідонським царем. Місце, де висадився Тевкр, за переданням, називалося Узбережжя ахейців. Він заснував храм Зевса Саламінського, приніс Зевсу людську жертву. На Кіпрі він оселив також і бранців з Трої.
Оженився Тевкр на Евні, дочці кіпрського царя Кинира, мав від неї дочку Астерію. Від Тевкра та його дружини виводив свій родовід кипрський цар Евагор (IV ст. до н. е.).
Є думка, що в цьому переданні знайшло відображення заселення Кіпру близько 1193 р. до н. е. народами моря, зокрема тевкрами.

### Грецький період
В 11 столітті до нашої ери місто було обмежене досить невеликою територією навколо гавані, але незабаром розширилося на захід і зайняло територію, яка сьогодні вкрита лісом. До речі, деякі дослідники зазначають, що затока Саламіну була більш придатною для морської торгівлі, ніж у Енгомі.
Прибрежне положення Саламіну стало важливим чинником його економічного зростання. Розташування на узбережжі Середземного моря сприяло інтенсивному комерційному обміну з іншими містами. А видобуток міді на Кіпрі робив увесь острів важливим вузлом торгових мереж. 
Зокрема, дослідники відзначають тісні комерційні зв'язки Саламіну з Кітіоном, де видобували мідну руду. 

### Асирія, Єгипет і опір перському правлінню

#### Асирія
У 877 році до н. е. асирійська армія вперше досягла берегів Середземного моря, а в 708/9 році до н. е. місто, разом із островом, переходить під владу Асирії. Про це свідчить стела, знайдена в Кітіоні, яка вшановує перемогу царя Саргона ІІ над сімома царями в землі Ія, в районі Яднана або Атнана. "Ія" є ймовірно асирійською назвою Кіпру, в "Яднана" дослідники бачать позначення інколи Кіпру, інколи - Греції. 
Ще одна згадка у асирійців про це давнє місто знаходиться в палаці Саргона в Хорсабаді і відноситься до 673/2 року до н. е. Там перераховані десять королівств Ія (Кіпру), серед них дослідники ідентифікували й Саламін.

#### Греція
Хоча Саламін підтримував прямі зв’язки з Близьким Сходом протягом VIII-VIIстоліть до нашої ери, існували також зв’язки з Егейським морем. 
Одна королівська гробниця містила велику кількість грецької геометричної кераміки, і це було пояснено як придане грецької принцеси, яка вийшла заміж за королівську родину Саламіну. Грецьку кераміку також знайшли в могилах простих городян. У цей час греки почали експансію на схід, заснувавши колонії в Малій Азії та Сирії; Саламін мав служити проміжною станцією.

#### Незалежність міста (місто-держава)
З 699 року до н. е., після закінчення асирійського панування, місто існує деякий час як незалежна держава.
Існують відомості про те, що в цей період Саламін став багатим містом із тісними торгівельними зв'язками з фінікійцями.

#### Єгипет
У 570 році до н. е. Кіпр було завойовано фараоном Амасісом, і Саламін, разом із островом, переходить під владу Єгипту. 

#### Персія
У 525 році до н. е. Евелтон, перший достеменно відомий нам цар Саламіну, визнав зверхність перського царя Ксеркса I, проте ця залежність була суто номінальною. Він зумів також розповсюдити свою владу на більшість грецьких міст острова.
Найважливішою відомою подією стало початок карбування власною срібної монети: на реверсі було зображення барана, на аверсі — ім'я Евертона.

#### Ставлення царів Саламіну доІонійського повстання
З початком повстання іонічних міст у 500 році до н. е. у правлячій верхівці Саламіну стався розбрат. 
При владі був старший брат, Горг І, який провадив проперську політику, в тому числі - надавав флот для походів персів в Егейському морі. 
Один з його молодших братів, Онесіл, закликав Горга долучитися до повстання проти Перської держави, але отримав відмову. Втім, успіх іонійців у 498 році до н. е., коли вони захопили Сарди, призвів до активізації Онесіла. Він влаштував змову та повалив брата, який втік до царя Дарія. 
Онесіл став царем Саламіну та очолив повстання на Кіпрі проти Персії. Перський цар Дарій відправив проти нього війська.
У вирішальній битві кіпріоти завдали поразки флоту, але у битві на суходолі грецьке військо зазнало поразки, незважаючи на те, що Онесіл у герці вбив ворожого воєначальника. Під час втечі Онесіл загинув. Після цього відновилося перське панування. Царем Саламіну знову став Горг.
Він правив до самої смерті, його наступником став його брат Філаон. Спочатку він виступав на боці Перської держави.

#### Перша битва при Саламіні проти Персії (продовження Іонійського повстання)
У 480 році до н. е. при Саламіні відбулася морська битва між об'єднаним флотом грецьких полісів і перським флотом. Одним із підрозділів перського флоту командував особисто саламінський цар Філаон. Перемога лишилася за греками.
У 479 році до н. е. саламінський флот брав участь у битві при Мікале.
У 478 році до н. е., коли персам на Кіпрі було завдано поразки, Філаон скинув зверхність Перської держави, уклавши союз з Афінами і Спартою. На боці останніх боровся до самої смерті у 465 році до н. е. Йому наслідував син Нікодам.
Але незабаром цар Дарій І усвідомив масштаб небезпеки та кинув на придушення заколоту потужну армію та величезний флот, і привів до покірності спочатку - грецькі міста Кіпру, а згодом - і інші повсталі міста та поліси.

#### Друга битва при Саламіні проти Персії  (часи війн Делосської ліги)
Вдруге Саламін став місцем визначної одночасної сухопутної та морської битви у 450 році до н. е., під час війн Делосської ліги. 
Війська та флот ліги під командуванням Кімона обложила місто Кітіон на Кіпрі. Але під час облоги Кімон помер, чи то від хвороби, чи то від поранення. 
Афінянам не вистачало провіанту, і, ймовірно, за вказівками Кімона на смертному ложі афіняни відступили до Саламіна. Але смерть головнокомандувача трималася в таємниці від афінської армії. 
Коли афіняни та їхні союзники відпливли від Саламіна, вони були атаковані перськими силами. Під "командуванням" померлого Кімона вони перемогли в битві як на морі, так і на суші.
Царем Саламіну в цей час був Нікодам. Невдовзі після цієї битви він помер, новим правителем міста став його син або небіж - Евант,  який за умовами Каллієвого миру вимушений був знову визнати зверхність Персії.       

## Споруди міста

### Театр
Театр, як вважається, було побудовано в період Августа, але остаточного вигляду він набув зі змінами плану, що були внесені в І та ІІ століттях.
Під час землетрусів 322-332 років будівля була пошкоджена. Частину матеріалів від неї було використано при будівництві терм.

Схема давньогрецького театру

Конструктивно театр у Саламіні відповідає подібним грецьким і римським театрам свого часу. Він складається з трьох основних частин:
-         місця для глядачів (театрон);
-         півкруглий майданчик у підніжжі театрону (орхестра);
-         сценічна будівля напроти театрону, за орхестрою (скена).

#### Театрон
Вважається, що цей театр у первісному вигляді мав 50 сходинок і міг вмістити 15 000 осіб. Зусиллями шведської експедиції було реконструйовано близько 20 із них. Тобто будівля була приблизно в 2,5 рази вищою та значно ширшою, ніж сучасна реставрація.

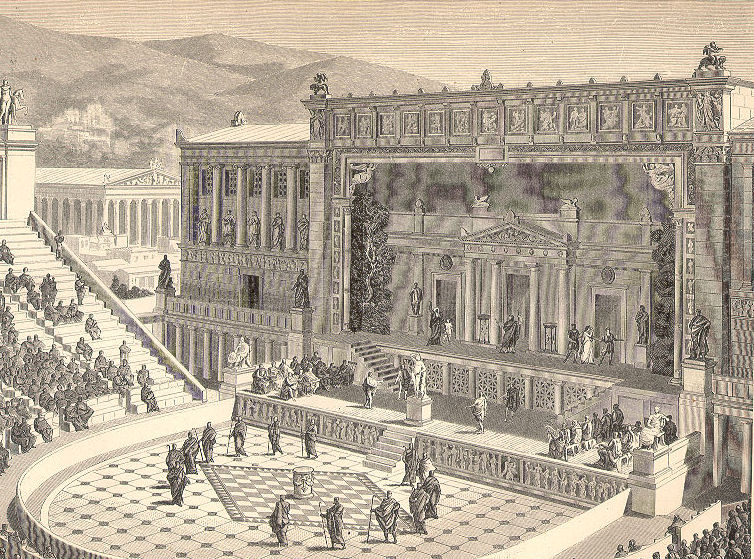
Як міг виглядати подібний театр на прикладі реконструкції вигляду античного театру Діоніса в Афінах (Греція).

На відміну від більшості тогочасних театрів, театрон у Саламісі побудований не на схилах природних пагорбів, а на рівному місці. Тому театрон було побудовано на потужних підпірних стінах, їхні нижні частини зберіглися на досить значну висоту та були знайдені під час розкопок.
Зовнішня підпірна стіна театру, що широким півколом охоплювала його, складалася з двох потужних панцирів, що були побудовані з блоків піщаника. Простір між панцирями було заповнено бутом – великим і маленьким необробленим камінням.
Первісна висота зовнішньої стіни була біля 20 метрів, від неї до центру театру йшли радіальні стіни меншої товщини, які поступово знижувалися. На радіальних стінах лежали ряди лав театрона. 
Приблизно на середині відстані від зовнішньої стіни до скени під лавами було зроблено прохід, брукований кам’яними плитами.
Від аутентичних лав для глядачів збереглися лише кілька нижніх рядів, облицьованих плитами білого вапняка. Вони лежать прямо на кам’яній субструкції. Верхні ряди лав, які можна бачити зараз, є сучасною реставрацією.
Театрон поділявся вісьмома радіальними сходами на дев’ять секцій. У центральній п'ятій секції є окремі місця для більш розкішних сидінь, які призначалися для почесних глядачів.

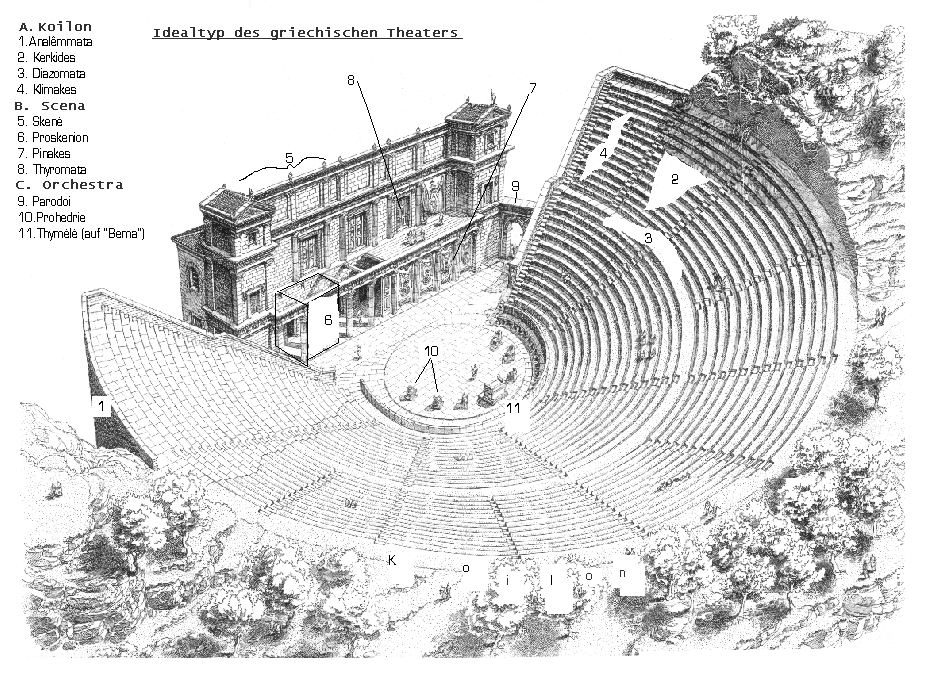
Модель давньогрецького театру (італійською)
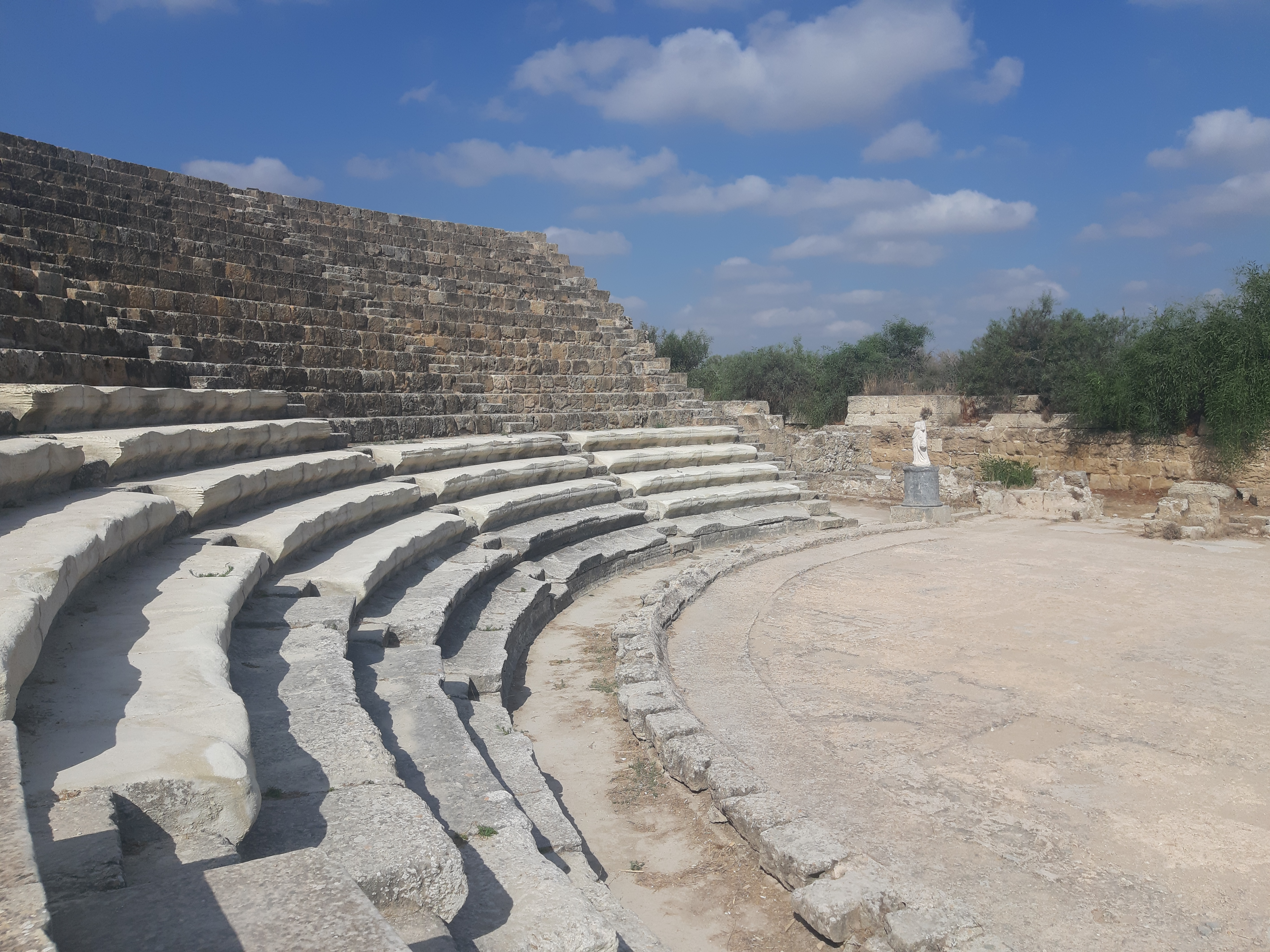
Секції театрону. За статуєю - залишки скени
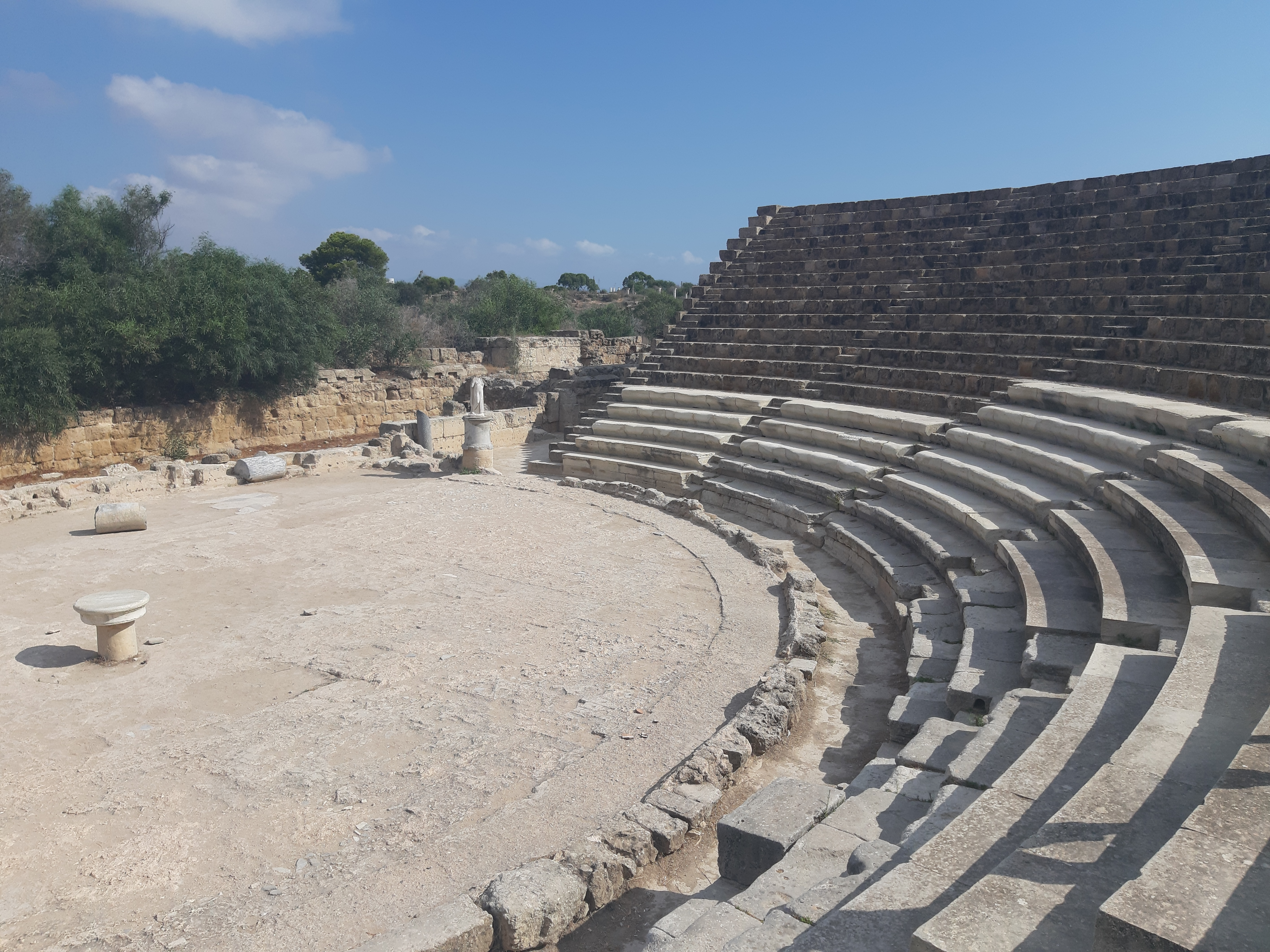
Глядацькі лави, орхестра з олтарем Діонісу. За ними - майже схованні під рослинністю руїни схени
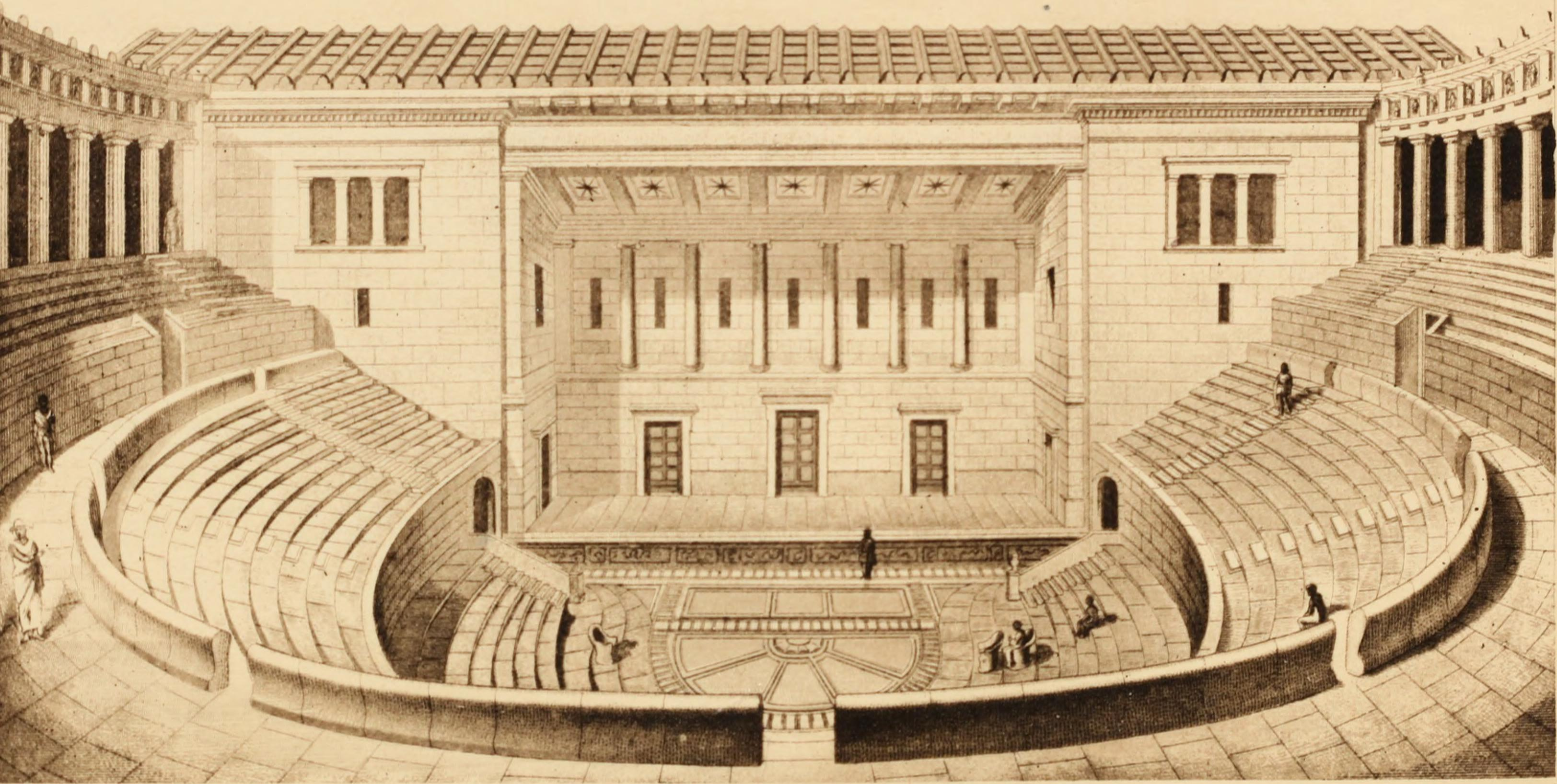
Ілюстрація з книги "Грецькі драми" (видано в Нью-Йорку в 1900 р.)

#### Орхестра
Оскільки давньогрецький театр зародився як вистави з нагоди святкувань на честь Діоніса, оскільки основним призначенням театру на початку його розвитку були жертвоприношення та релігійні танці, то найважливішою частиною комплексу була орхестра з олтарем посередині.
Давньогрецька драматургія народилася одночасно з танцем, який виконувався на орхестрі. До нас дійшли деякі подробиці таких виступів.
Так, трагічний танець у Афінах часів Давньої Греції виконувався 12-ма або 15-ма танцюристами, ймовірно, молодими хлопцями перед військовою службою, але після кількох років навчання. Також нам відомо, що трагічні поети V сторіччя до н. е. не лише складали свої п’єси, але й ставили їм хореографії.
Згодом орхестра стала місцем для хору, музикантів, інколи – акторів. Актори та хористи вдягали маски та костюми.
Діаметр орхестри в Саламіні сягає 27 метрів, це один із найбільших театрів у Середземномор’ї. Підлога була вимощена мармуром, зараз від неї залишилися лише незначні сліди.
Посередині розташований олтар Діоніса, тут звершувалися жертвоприношення перед початком вистав.

По боках орхестри зберіглися бази статуй з написами. Написи повідомляють, що статуї були встановлені на честь імператора Коммода та цезарів Костянтина та Максенція. Зараз на цих базах встановлені понівенічені жіночі постаті – без голів і з частково збереженими руками.

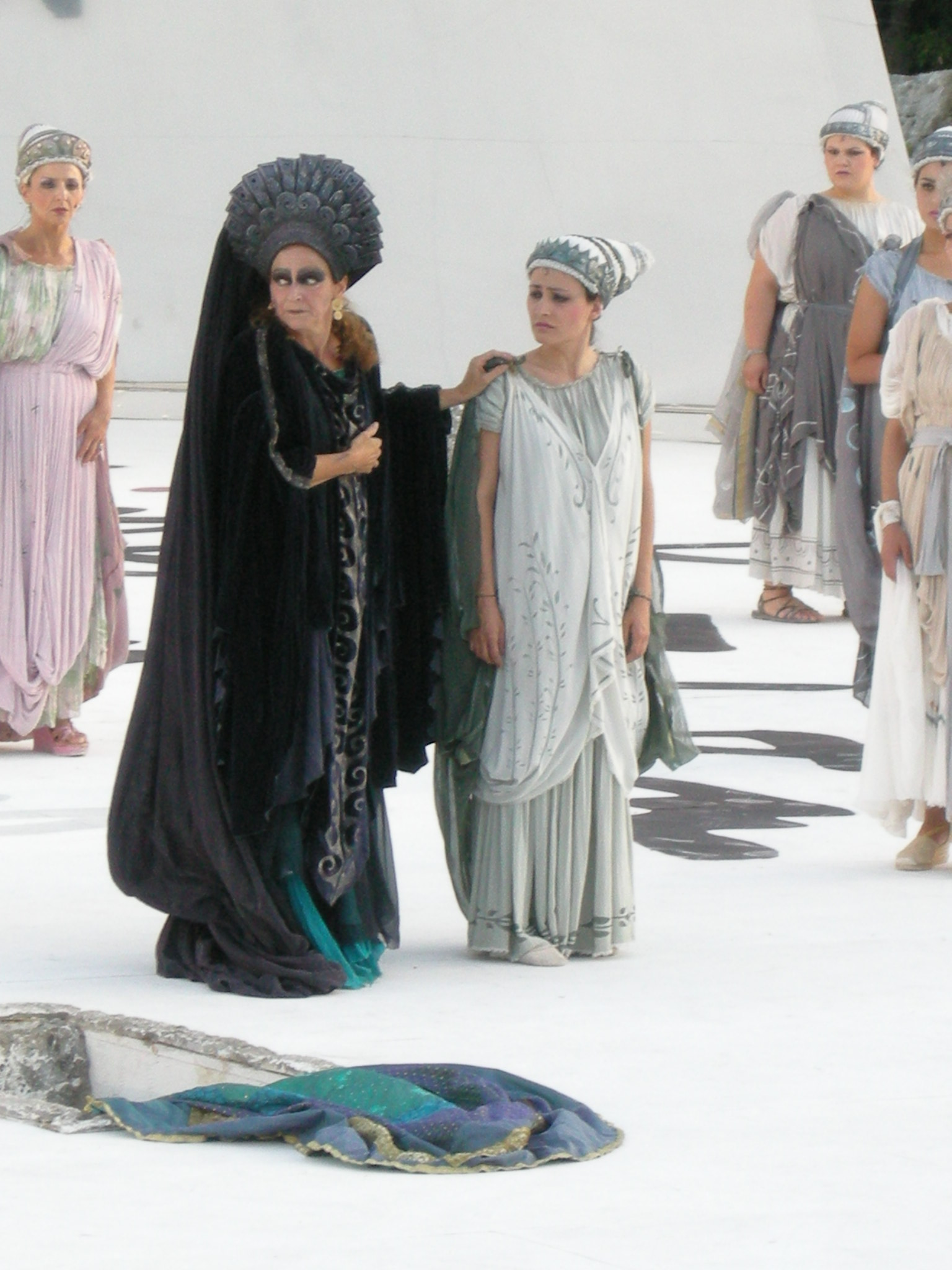
Сучасна вистава "Медея"
- Сучасне виконання Іфігенії в Авліді Евріпідом: актриса виконує монолог в оточенні хору халкідських жінок , які співають пісню
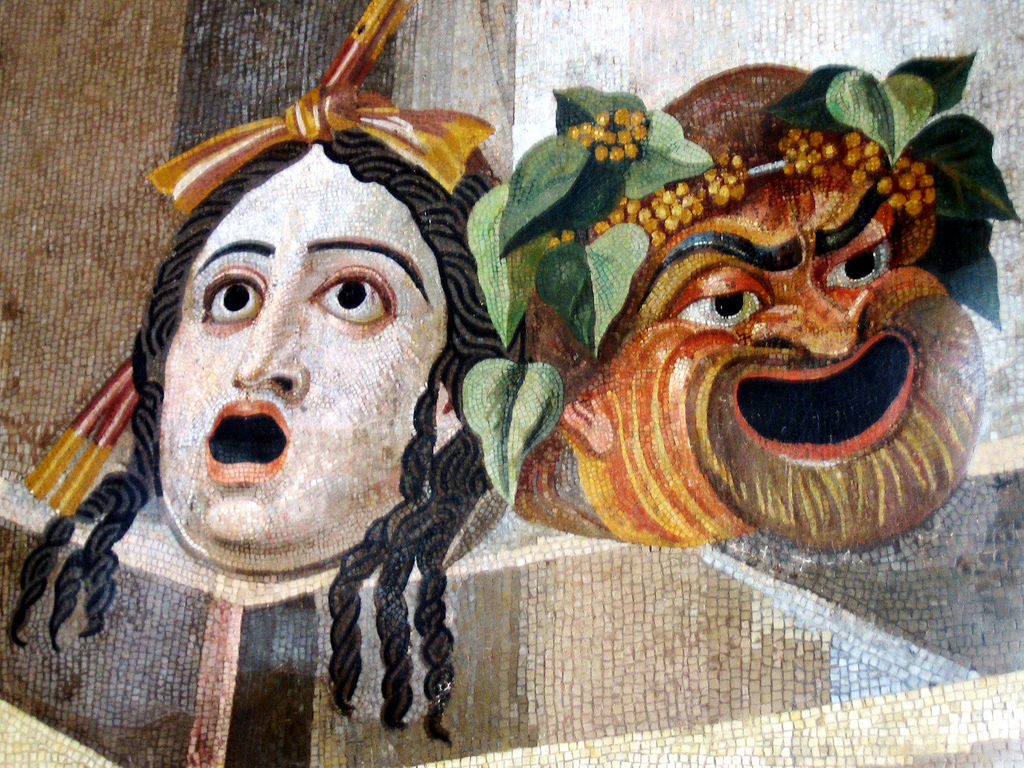
Трагічна маска на мозаїці в Адріановій віллі
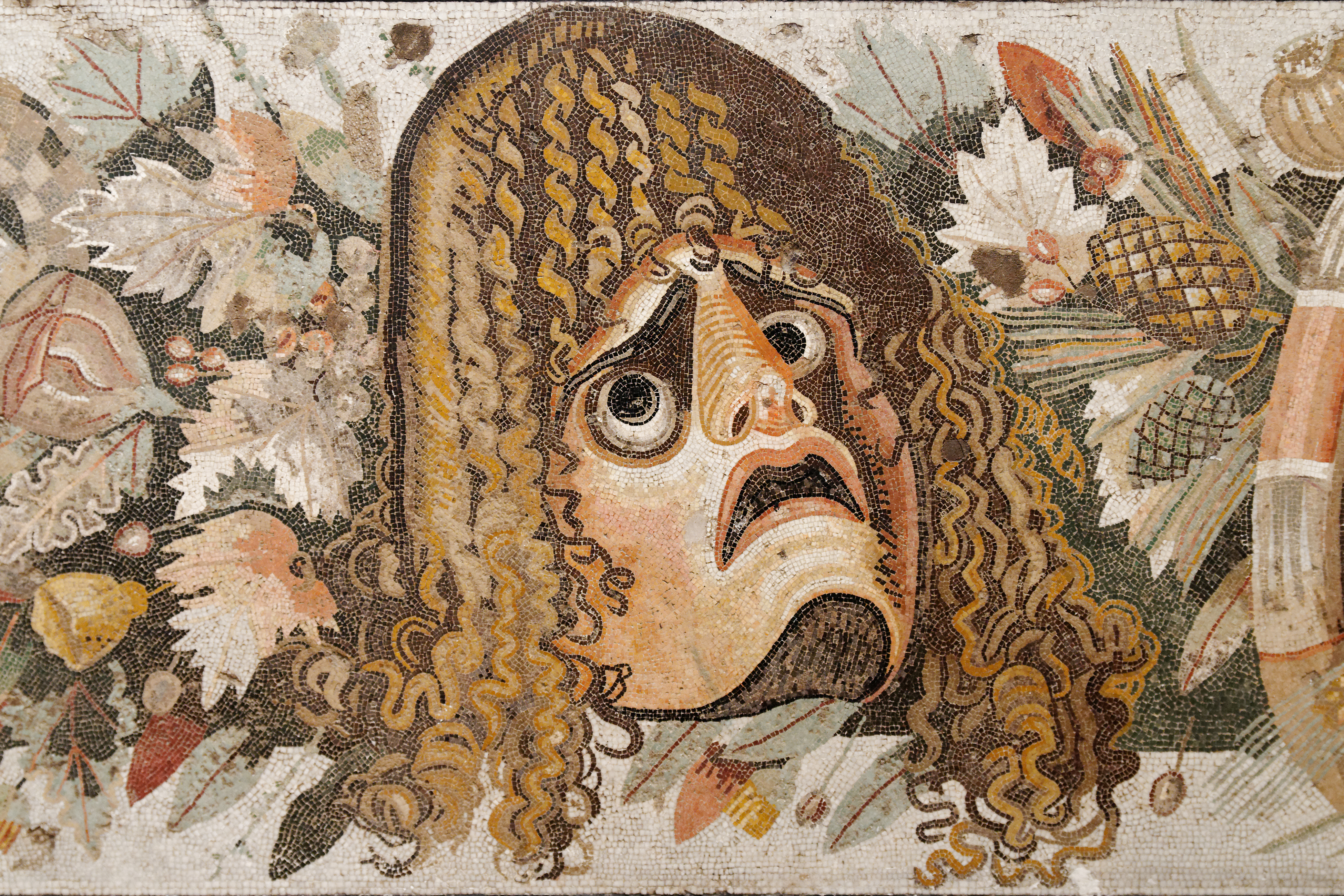
Маска. Деталь мозаїки в домі Фавна, Помпеї
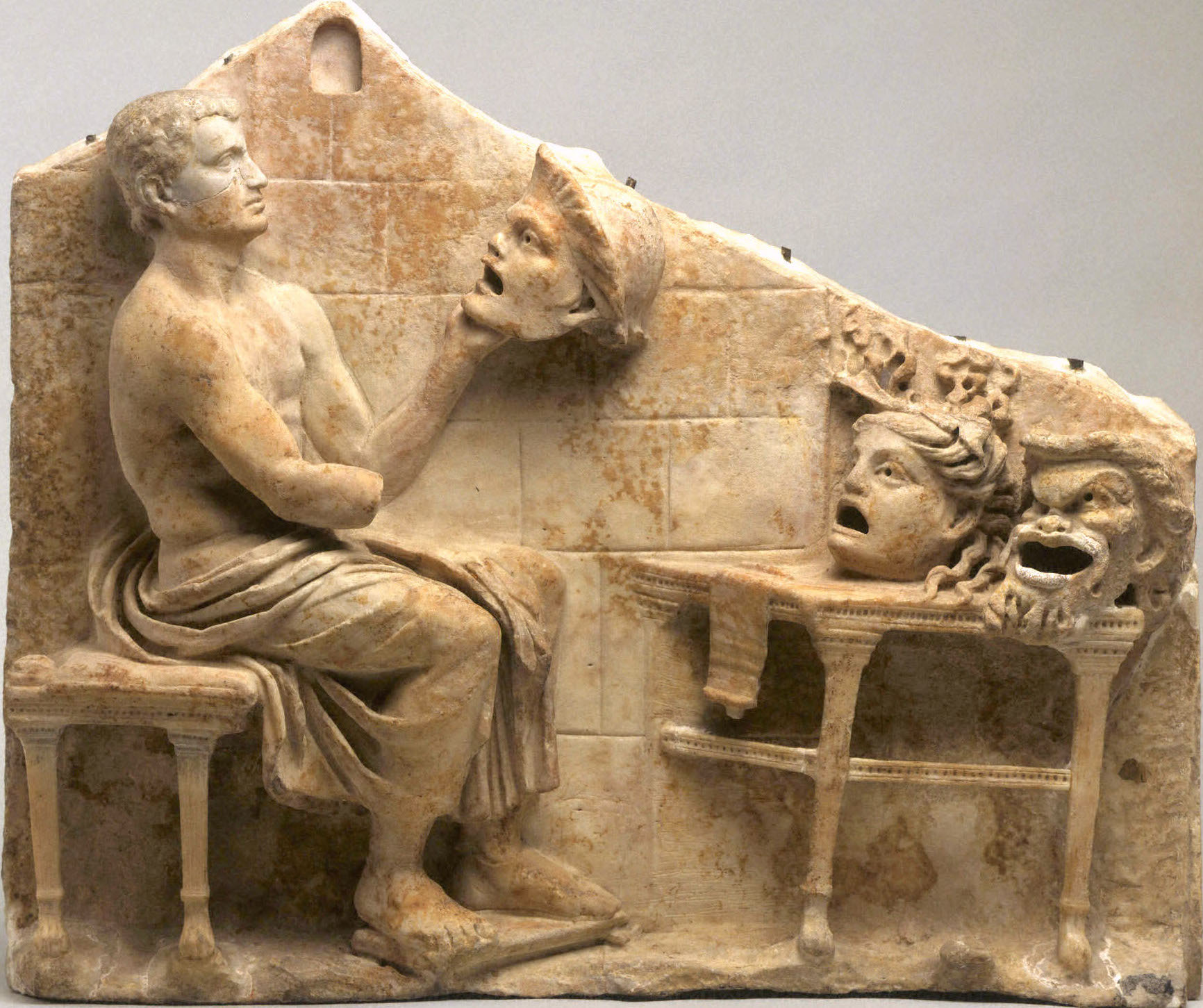
Рельєф сидячого поета (Менандр) з масками з нової комедії , 1 століття  до н. е. Художній музей Прінстонського університету
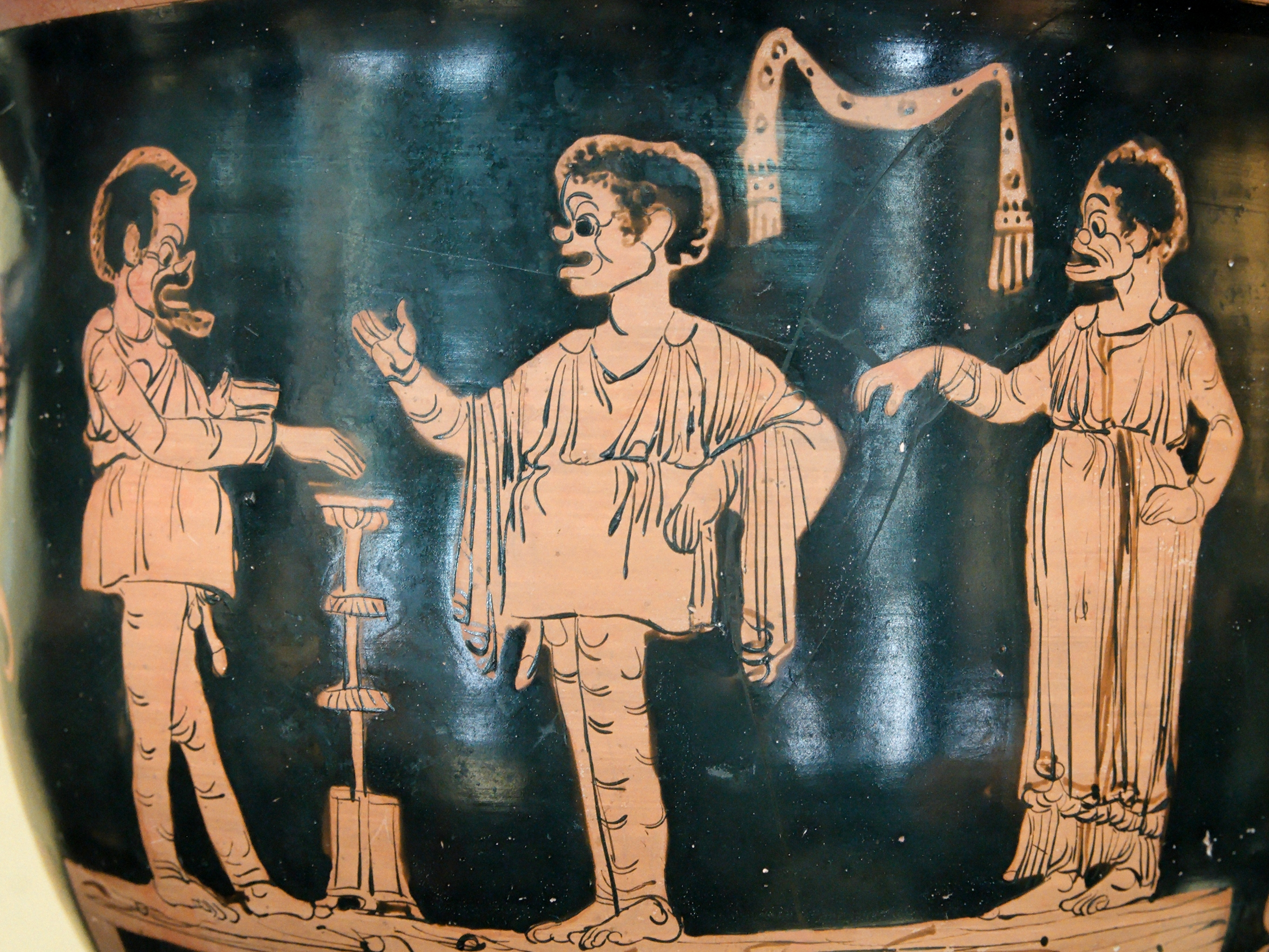
Сцена з комедії на апульській вазі, 4 ст. до н. е.

#### Скена
Напроти глядацьких сидінь розташовувалася довга прямокутна будівля – скена.
Вона була потрібна для перевдягань акторів, а екстер’єр будівлі слугував фоном чи декораціями, він міг зображати фасад храму, палацу або дому. Через центральні двері викочували низькі платформи на колесах, на яких актори показували, що відбувається всередині дому. 

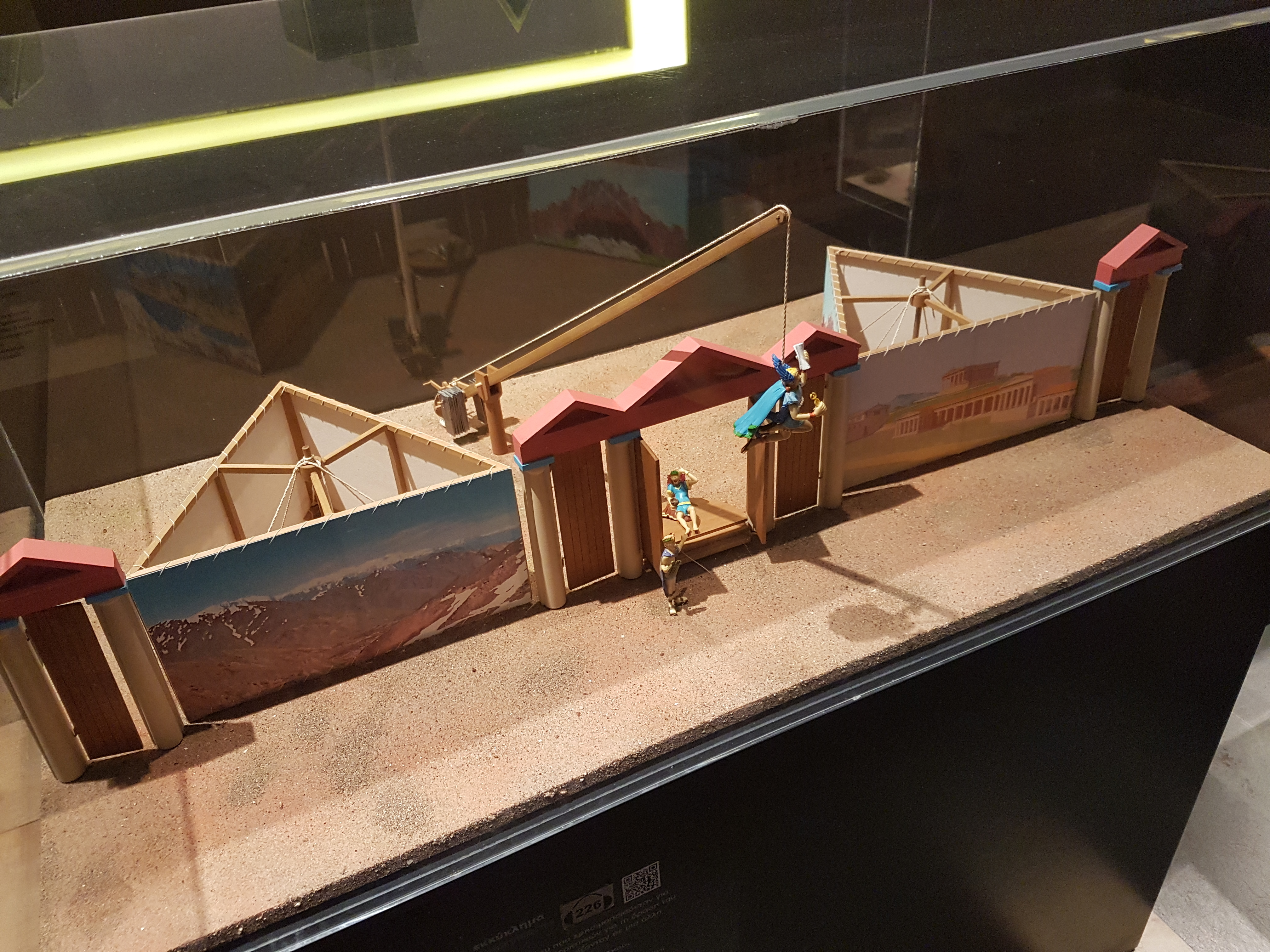
Періактос

Скена у Саламісі сягала 40 метрів у довжину, вона була багато прикрашена колонами, нішами та скульптурами. До нашого часу майже нічого з цього не збереглося.
Ми не маємо детальних відомостей про використання скени в Саламісі, але маємо такі відомості про інші театри того часу. Так, у приміщеннях скени могли розташовуватися підйомні механізми, які здіймали декорації або акторів у повітря. Таким чином зображали політ героїв та спуск богів з неба. Останнє породило сталий вираз латинською мовою — deus ex machina — «бог із машини».
Також скена могла мати мальовані декорації або ж трикутні, що обертаються – періакти.
Скена мала ще проскеніум - видовжений подіум, що слугував площадкою для акторської гри, з нього актори могли зійти в орхестру.
Проскеніум у Саламісі здіймався на 2 метри над рівнем орхестри.

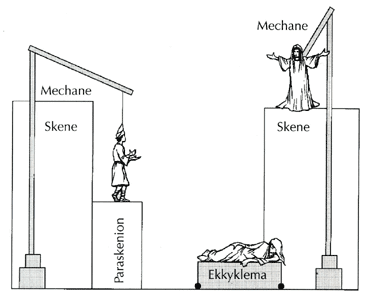
Використання підйомних механізмів для зображення польоту герою чи спускання богів з Олімпу
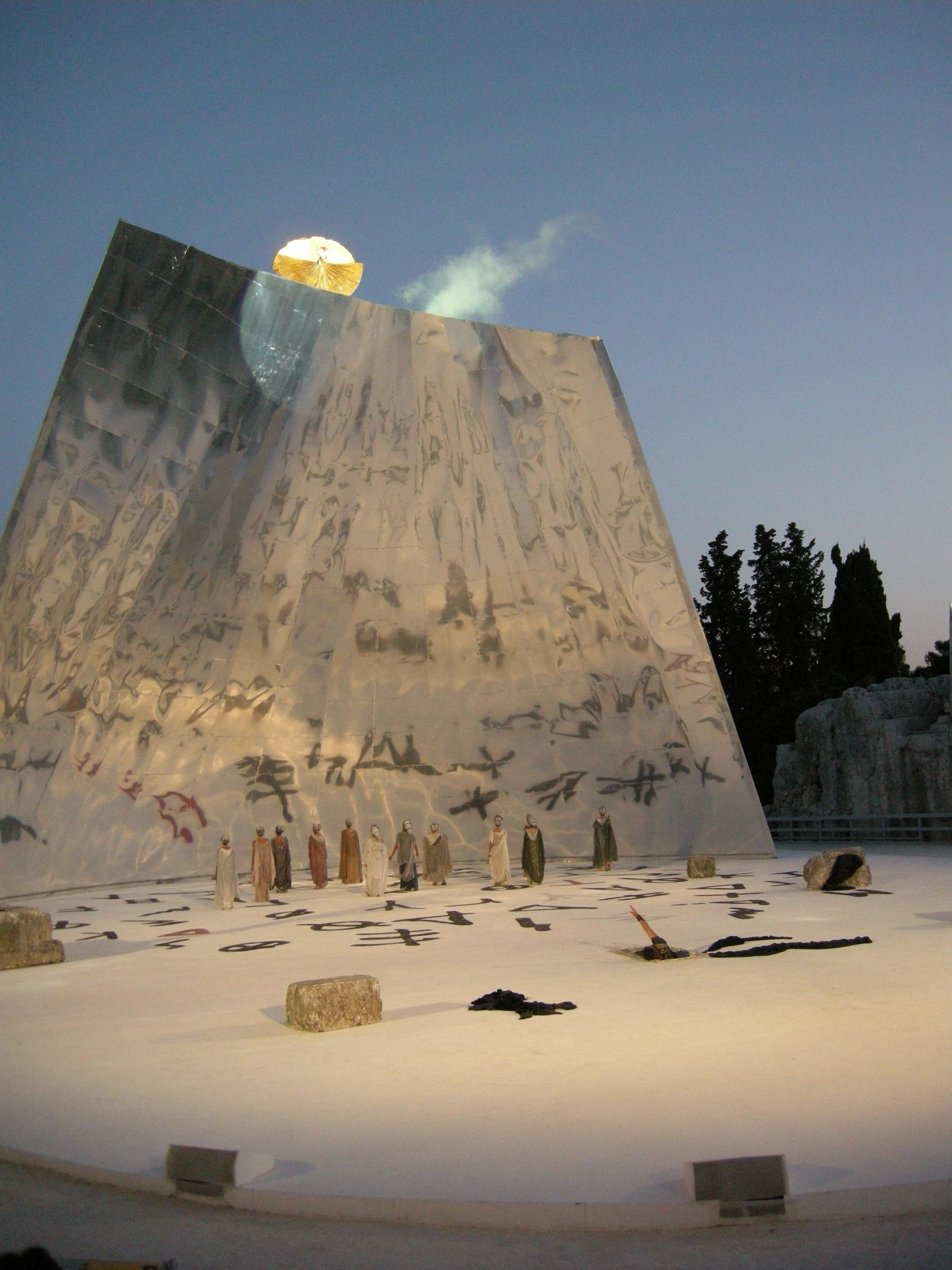
Deus ex machina в класичному театрі: мізансцена «Медеї» Еврипіда, раптова поява крилатої колісниці Геліоса. 2009 рік, Сіракузи, Італія

#### Додаткові статті на тему
1. Tango Krolika. Що бачив глядач театру в Саламіні?
2. Олександр Мілетський. Давньогрецький театр, чому він виник і в чому його таємниця?

### Гробниці
Цвинтар Саламіну охоплює зараз велику територію від західної межі лісу до монастиря св. Варнави на заході, до околиці села Айос Сергіос на півночі та до околиці села Енкомі на півдні. 
Важливу інформацію про місто цих часів дають місцеві поховання. 
Під час розкопок також були знайдені сліди могил і гаваней, що належали до цього першого поселення.
Із розташуванням міста - на шляху важливих морських доріг - дослідники пов'язують і різноманітність населення Саламіну. Мешканцями міста були фінікійці, греки, перси, єгиптяни.
Про присутність фінікійців свідчать дитячі поховання в ханааньських глеках.

## Відомі мешканці
Апостол Варнава